# Pakacijan
Uzurpator na području Dunava (c. 248) tijekom vladavine Filipa Arapina. Poznat je po novcima na kojima je prikazan te zapisima Zosimija. Ubili su ga njegovi pristaše.